# Parafia Podwyższenia Krzyża Świętego w Wałbrzychu
Parafia Podwyższenia Krzyża Świętego w Wałbrzychu – parafia rzymskokatolicka znajdująca się w dekanacie wałbrzyskim zachodnim w diecezji świdnickiej.
Została erygowana w 1981. W 2000 biskup Tadeusz Rybak dokonał konsekracji kościoła parafialnego, w tym samym roku wprowadzono do niego relikwie Drzewa Krzyża Świętego. Po ustanowieniu diecezji świdnickiej biskup Ignacy Dec nadał świątyni w 2006 tytuł Sanktuarium Relikwii Drzewa Krzyża Świętego. W 2011 arcybiskup Mieczysław Mokrzycki przekazał do sanktuarium relikwie błogosławionego Jana Pawła II.

## Proboszczowie
- ks. prał. Jan Sowa (1981–1995)[4]
- ks. prał. Andrzej Raszpla (1995–2016)[4]
- ks. prał. dr Jan Gargasewicz (od 2016)[4]